# MSC Diedenbergen
Der Motor Sport Club Diedenbergen ist ein Motorsportverein aus Diedenbergen bei Hofheim am Taunus, der sich auf den Speedwaysport spezialisiert hat. 
Der MSC Diedenbergen wurde 1958 gegründet. Auf seiner Speedwaybahn im Rhein-Main-Stadion fand 1996 das Speedway-Team-WM Finale statt. Das Stadion hat ein Fassungsvermögen von ca. 10.000 Zuschauern.

## Erfolge
- Deutsche Team-Meisterschaft: 1985, 1987, 1988, 1990, 1994, 1995, 1996, 1998, 2001, 2005
- Europapokal der Landesmeister: 2. Platz (1999)

## Bundesligakader 2009
Teammanager Jürgen Ax
- Thomas Stange
- Christian Hefenbrock
- Grzegorz Zengota
- Tomasz Jedrzejak
- Frank Facher
- Denis Wienke
- René Deddens
- Nicolai Klindt